# Parc de champ de bataille national
Un parc de champ de bataille national (en anglais : National Battlefield Park) est un type d'aire protégée aux États-Unis. Opérés par le National Park Service, les parcs de champ de bataille nationaux couvrent d'anciens théâtre militaires ayant une valeur patrimoniale. Il existe quatre sites ainsi désignés à travers le pays : un relatif à la guerre anglo-américaine de 1812 et trois à la guerre de Sécession. Seule la Virginie abrite deux de ces sites.

## Liste
| Name                                        | Localisation | Conflit                         |
| ------------------------------------------- | ------------ | ------------------------------- |
| Kennesaw Mountain National Battlefield Park | Géorgie      | Guerre de Sécession             |
| Manassas National Battlefield Park          | Virginie     | Guerre de Sécession             |
| Richmond National Battlefield Park          | Virginie     | Guerre de Sécession             |
| River Raisin National Battlefield Park      | Michigan     | Guerre anglo-américaine de 1812 |